# 結緣甘神神社
《結緣甘神神社》是由內藤Marcey創作的日本漫畫，原為刊登於《週刊少年Magazine》2021年第1號的單篇漫畫，其後獲得好評而得以成為該雜誌的連載作品，於2021年4月21日發售的同雜誌2021年第21號起開始連載。
2022年在講談社主辦由全國書店店員投票遴選「有趣且值得推薦的漫畫作品」的獎項「講談社真心推薦！漫畫展2022（日語：講談社ガチ！マンガフェア2022）」榜上有名。2024年正式動畫化。

## 概要
年幼時期母親逝世的上終瓜生，無依無靠的他被視為累贅，被流轉至各個親戚家後，來到兒童養護設施「奇蹟園」。最後寄住遠方親戚家的「甘神神社」，並被身為神社宮司的甘神千鳥告知「必須要入贅和神社三姊妹的其中一位結婚」。但是，瓜生卻夢見自己將會同時與三姊妹結婚。

## 角色列表
聲優欄位依序為有聲漫畫版／2021年PV／2022年PV／電視動畫版，僅列一人者均為電視動畫的聲優。

### 甘神神社
上終瓜生（聲：服部想之介／無／今井文也／鈴木崚汰、杉山里穗（童年））
本作男主角。高中二年級生。17歲，身高175公分，生日1月21日，血型A型。為了要成為醫生以考上京都大學醫學學系為目標。成績優異。擅長做家務。
年幼時，在母親病逝後被親戚們視為累贅，互相推卸扶養責任，最後到了兒童養護設施「奇蹟園」生活。因年齡限制而必須離開設施，被遠親的甘神神社收養，並被選為三姊妹的女婿候補。
在與夜重的相親約會中，為找到私自出門的夜重，他從夜重未完成的畫作判斷其人在伏見稻荷大社取景，後夜重為感謝他找到了她，而贈送從他一個可以除厄運的御守。後來因踩空樓梯而意外跌落，慌張的他與想要拉住他的夜重將御守的繩子扯斷，隨後在跌下的過程中，腦中浮現出如同跑馬燈的影像，宛如未來預知。影像中，他看見自己成功考上京都大學，並最終成為醫師，但姓氏已經換成甘神，而且似乎還同時與三姊妹結婚。醒來發現是夢，僅有桌面上那繩子被扯斷的御守似乎能證明那晚的經歷非虛。此事過後，他開始偶爾會再夢見預知夢。

經由千鳥的介紹，轉入升學率優異的重點學校，奇蹟似地與夕奈同班。

在母親過世前曾極力向願，期望母親能夠康復，但最終願望沒有實現，讓他從此不再相信神明與奇蹟，成為一個無神論者。但在與三姊妹的相處中漸漸改變，重新看待信仰與神明。

#### 三姊妹
甘神夜重（聲：辻美優／茅野愛衣／上田麗奈／上坂堇）
甘神神社巫女，長女。大學二年級生，20歲。身高167公分，生日10月15日，血型B型。留著一頭黑色長髮，身材豐滿。就讀美術大學，專攻油畫。
個性天然呆且隨心所欲，給人種難以捉摸的印象。有喜歡散步跟夜遊的愛好，時常一個人在不告訴任何的人狀況下獨自外出。
本名一乘寺澪子，出身於京都三大家族中，掌握京都教育領域的一乘寺家。童年時與瓜生有過一面之緣，在其的鼓勵下開始反抗母親繁忙的課程安排，雖然最終導致自己被逐出家門，但也在甘神家中獲得自由。將瓜生視為改變自己人生的命運之人，對其從一開始就抱有好感，不過她是到後來兩人正式相認後才發覺自己喜歡瓜生。
由於幼時的教育，學習過許多技能。除了作為美術基本功的素描與色感以外，還精通珠算式心算。同時還練就一身武術，一般男性完全不是對手。
甘神夕奈（聲：辻美優／雨宮天／高橋李依／本渡楓）
甘神神社巫女，二女。高中二年級，17歲。身高162公分，生日7月11日，血型A型。
認真勤奮的優等生，成績名列前茅，唯獨不擅長英文。為人責任心重且有些固執，有著獨自承擔問題的壞毛病。真心熱愛神社，夢想是在未來繼承祖父的職位，成為甘神神社的宮司。
一開始是三姊妹中對瓜生最排斥的人，但在相處中，漸漸將他視為少數能無所顧忌交流的對象。
本名鞍馬撫子，因為親生父母在火災身故，傷心過度而失憶。甘神家聽從醫生的建議，不強行使她恢復記憶。
甘神朝姬（聲：辻美優／佐倉綾音／竹達彩奈／若山詩音）
甘神神社巫女，三女。中學三年級，15歲。身高149公分，生日4月8日，血型O型。田徑社社員，擅長跑步，被稱為「曙光下奔跑的公主」。
性格早熟，時常人小鬼大的捉弄瓜生，但內在是個努力而笨拙的人。手很不靈巧，如摺紙與電腦打字等需要運用手指的事都不擅長。患有幽閉恐懼症，害怕待在封閉的空間。
本名清水美雪。母親是個工作狂熱者，幾乎全力投身於工作之中，到達拋夫棄女的程度，長年在外不回家。而父親則是極度癡情，為追逐愛妻而跟著離家出國，並將朝姬寄放在甘神神社中。因為這種經歷，她對親生父母的感情非常淡薄，也有著愛與幸福不會永恆的情感觀。將愛情視為在當下就該把握的事，不追求不可其未來，所以也對象徵長久關係的婚姻沒有興趣。

#### 職員
甘神千鳥（聲：服部想之介（有聲漫畫）／島田敏（電視動畫））
三姊妹的祖父，千陽的父親，甘神神社的宮司。
在女兒千陽過世後獨力撐持神社，但已經因為年紀問題而力不從心。為了神社的延續，讓瓜生以與三姊妹其中一人結婚並繼任神社為前提收養他。
甘神千陽（聲：久川綾）
甘神神社的巫女，三姊妹的母親，已過世。
實際上與三姊妹並沒有血緣關係，是因各種緣故而將她們收養。
壬生良乃
甘神神社招聘的兼職巫女，16歲，高中生。

#### 親屬
一乘寺大志郎
夜重的親生父親，京都皇国大学第三十代校长，一乘寺家的家主。
一乘寺丑織（聲：井上喜久子）
夜重的親生母親，一乘寺家的家主夫人。
家教甚嚴，曾經給夜重繁重的課業，要她踏上自己安排好的人生。卻讓其生活在壓抑之中，後因為夜重不再願意聽從而將之逐出家門。
清水銀次
朝姬的親生父親，國際新聞記者，為了追尋以工作為由離家的妻子，將朝姬交給甘神神社。
清水葵
朝姬的親生母親，知名運動鞋設計師。
瓜生的母親（聲：豐口惠美）
瓜生的母親。故事開始多年前已病逝，成為瓜生一度不願投入信仰的主因。
鞍馬圭人
夕奈的親生父親，32歲，毛線店圭人屋店長，亡於火災。
鞍馬奈緒
夕奈的親生母親，31歲，亡於火災。

### 學校
梅之木蜜子（聲：伊藤彩沙）
夕奈與瓜生的同班同學，夕奈的青梅竹馬。
家中經營歷史悠久的團子店，近年因為顧客減少而生意下滑。她希望能改變經營策略，透過吸引不同年齡層的客人來解決問題，卻遭到保守的雙親反對。夢想是有朝一日能繼承店鋪。
竹田真（聲：白石晴香）
京都大學醫學部的學生，夜重的青梅竹馬。
松崎花蓮（聲：阿部菜摘子）
朝姬的同班同學，也是其在田徑社的競爭對手。松崎財閥的千金大小姐，出身京都三大家族之一，家族事業囊括了京都的餐飲業與食品製造業。

### 其他角色
姊小路舞昼（聲：水樹奈奈）
奇蹟園的教養員和專屬醫生。京都大學畢業。有著一頭遮住左眼的粉金色短髮，耳朵上掛有耳飾。
把瓜生送到甘神神社的當事人，與宵深子是舊識。
鶴山白日（聲：安濟知佳）
白色短髮的少女，瓜生的兒時玩伴。17歲，曾經是奇蹟園的一員，但已在五年前離開。
小時候像是調皮的男孩，被瓜生當作弟弟般看待。內心其實暗戀瓜生，兩人曾立誓要一起考上東京大學。學習能力優秀，曾在補習班的入學考中超越瓜生拿到第一名。
月神宵深子（聲：堀江由衣）
月神神社的禰宜，甘神三姊妹作為巫女的師傅。在三姊妹的母親過世後時常關照她們。
北白川巳右衛門（聲：遊佐浩二）
京都傳統產業合作協會的會長，甘神神社的贊助者。出身於京都三大家族中，統合京都傳統產業的北白川家。曾暗戀過甘神千陽。
狐狸面具女（聲：久川綾）
戴著狐狸面具穿著巫女服裝的神秘女性，真實身份不明。
似乎是駐足於甘神神社的神衹，有喜歡惡作劇的一面，瓜生與三姊妹所遭遇到的超自然現象可能是由祂引發。
暗神様（聲：澤海陽子）
犬神阿槻
有醫師執照的嬌小女性，看起來很像小女孩，但實際上已經大學畢業。
家中經營犬神神社，從小就被迫幫忙。即便是成為醫生的現在，要是沒有排班的話還是會兼任巫女。
學生時代曾非常叛逆，學習成績也一塌糊塗。直到在一場車禍中，被當時還是實習醫生的舞昼所救，從此對舞昼非常崇拜，更開始已成為跟她一樣的醫生而發憤圖強。後來接受舞昼的請求，輔導作為考生的瓜生。
犬神吽槻
犬神神社的宮司，阿槻的雙胞胎哥哥。

## 用語
甘神神社
甘神家所經營的神社，在甘神千陽擔任巫女的時期香火旺盛，但在其過世後日漸衰退。
月神神社
歷史悠久的神社，供奉月讀。規模遠在甘神神社之上，一天的參拜者就高達五千人。
暗神
位於深山的廢墟神社中所供奉的神秘神祇，現在作為能實現願望的都市傳說流傳著。
兒童養護設施奇蹟園
照顧兒童的社會福利機構，是為那些因病因傷而需要治療，難以兼顧育兒的父母提供寄養服務。
有年齡上的限制，一旦年滿十八歲就必須離開。
例大祭
神社一年當中最為隆重的祭祀活動。
真假鴛鴦譜
日本平安時代的故事。講述了性格恬靜如女孩子般的男孩與性格活潑外向如男孩子般的女孩，各自透過男扮女裝、女扮男裝，隱藏自己的性別生活的故事。
禰宜
神道教神职级别一種，地位僅次於宮司與権宮司。

## 出版書籍
| 卷數 | 講談社         | 講談社                 | 東立出版社     | 東立出版社             |
| 卷數 | 發售日期       | ISBN                   | 發售日期       | ISBN                   |
| ---- | -------------- | ---------------------- | -------------- | ---------------------- |
| 1    | 2021年7月16日  | ISBN 978-4-06-524041-0 | 2022年4月11日  | ISBN 978-957-26-8576-1 |
| 2    | 2021年9月17日  | ISBN 978-4-06-524831-7 | 2023年5月4日   | ISBN 978-957-26-9812-9 |
| 3    | 2021年11月17日 | ISBN 978-4-06-525934-4 | 2023年7月6日   | ISBN 978-626-347-025-5 |
| 4    | 2022年2月17日  | ISBN 978-4-06-526899-5 | 2023年10月19日 | ISBN 978-626-372-678-9 |
| 5    | 2022年5月17日  | ISBN 978-4-06-527924-3 | 2024年4月1日   | ISBN 978-626-02-0180-7 |
| 6    | 2022年7月15日  | ISBN 978-4-06-528496-4 | 2024年8月9日   | ISBN 978-626-02-0181-4 |
| 7    | 2022年9月16日  | ISBN 978-4-06-529127-6 | 2024年12月5日  | ISBN 978-626-02-0182-1 |
| 8    | 2022年12月16日 | ISBN 978-4-06-529935-7 | 2025年7月21日  | ISBN 978-626-02-3675-5 |
| 9    | 2023年3月16日  | ISBN 978-4-06-530972-8 |                |                        |
| 10   | 2023年5月17日  | ISBN 978-4-06-531607-8 |                |                        |
| 11   | 2023年7月14日  | ISBN 978-4-06-532190-4 |                |                        |
| 12   | 2023年10月17日 | ISBN 978-4-06-532894-1 |                |                        |
| 13   | 2023年12月15日 | ISBN 978-4-06-533897-1 |                |                        |
| 14   | 2024年3月15日  | ISBN 978-4-06-534878-9 |                |                        |
| 15   | 2024年6月17日  | ISBN 978-4-06-535785-9 |                |                        |
| 16   | 2024年8月16日  | ISBN 978-4-06-536522-9 |                |                        |
| 17   | 2024年10月17日 | ISBN 978-4-06-537132-9 |                |                        |
| 18   | 2025年1月17日  | ISBN 978-4-06-538067-3 |                |                        |
| 19   | 2025年3月17日  | ISBN 978-4-06-538712-2 |                |                        |
| 20   | 2025年6月17日  | ISBN 978-4-06-539765-7 |                |                        |
| 21   | 2025年8月12日  | ISBN 978-4-06-540369-3 |                |                        |

## 電視動畫
2023年4月21日，宣佈獲改編為電視動畫，於2024年10月至2025年3月播出。

### 製作人員
- 原作：內藤Marcey（日语：内藤マーシー）
- 導演：安部祐二郎
- 副導演：渡邊浩
- 劇本統籌、劇本：蒼樹靖子
- 人物設定：飯塚晴子
- 美術監督：山梨繪里
- 美術設定：友野加世子、乘末美穗、大久保修一
- 色彩設計：吉田隼人
- 攝影監督：衛藤英毅
- 編輯：木村佳史子
- 音響導演：山口貴之
- 音樂：川崎龍、狐野智之
- 動畫製作：Drive（日语：ドライブ (企業)）[12]
- 製作：「結緣甘神神社」製作委員會

### 主題曲
片頭曲
（第1部分）
演唱：桃色幸運草Z，作詞：大槻ケンヂ，作曲：NARASAKI
Pray Pray Pray（第2部分）
演唱：甘神夜重（上坂堇）、甘神夕奈（本渡楓）、甘神朝姬（若山詩音），作詞、作曲、編曲：清龍人
片尾曲
（第1部分）
演唱：甘神夜重（上坂堇）、甘神夕奈（本渡楓）、甘神朝姬（若山詩音），作詞：真崎エリカ，作曲：本多友紀，編曲：水野谷怜
（第2部分）
演唱：≠ME，作詞：指原莉乃，作曲、編曲：齊藤奏太

### 各話列表
| 話數       | 標題                    | 分鏡               | 演出               | 作畫監督 | 總作畫監督                                 | 首播日期       |
| ---------- | ----------------------- | ------------------ | ------------------ | --- | ------------------------------------------ | -------------- |
| 第一話     | 奇蹟的開始              | 安部祐二郎         | 安川央里           | 重松、山村俊了、龜田朋幸、西川真人、阿部祐輔 | 飯塚晴子、大久保義之、青野厚司             | 2024年 10月1日 |
| 第二話     | 白晝與鶴                | 渡邊浩             | 萬願寺千華         | 清水勝祐、西川真人、飯飼一幸、柳野龍男、阿肆、Winchester、鐵盆醬鴨、張玮明                                                                                 | 飯塚晴子、天﨑まなむ                       | 10月8日        |
| 第三話     | 與神之幽會              | 渡邊浩             | 渡邊正彥           | 山村俊了、aXisRae、本田創一、上西麻耶 | 飯塚晴子、牛之濱由惟、北村友幸、八木澤修平 | 10月15日       |
| 第四話     | 甘神神社歷年大型祭典 繫 | 渡邊有紀           | 渡邊有紀           | 安達祐輔、龜田朋幸、陳凯馳、彩虹暴龍、鐵盆醬鴨、Winchester、阿肆、王火龙、張玮明、Ango                                                                     | 飯塚晴子、大久保義之、青野厚司、中山和子   | 10月22日       |
| 第五話     | 甘神神社歷年大型祭典 咲 | 齋藤哲人           | 渡邊正彥           | 山村俊了、飯飼一幸、清水勝祐、西川真人、陳凱馳、阿肆、鐵盆醬鴨、zeen、Ango、王火龙                                                                         | 野田康行                                   | 10月29日       |
| 第六話     | 朝馳向夜                | 渡邊浩             | 菱川直樹           | 本田敬一、CJT、李杰 | 北村友幸、八木澤修平、牛之濱由惟           | 11月5日        |
| 第七話     | 夢與月與夢 朔月         | 松本佳久           | 松本佳久、門田英彥 | 上西麻耶、安達祐輔、龜田朋幸、陳凱馳、彩虹暴龍、鐵盆醬鴨、Winchester、阿肆、zeen、Ango、王火龍、劉劍、陳嬌嬌、徐延文                                       | 、中山和子                                 | 11月12日       |
| 第八話     | 夢與月與夢 弦月         | 吉田英俊           |                    | 鎌田耕一、森悅人、扇多惠子、松下清志、池田龍也、田中好浩、木下由美子、安達祐輔、aXisRae                                                                    | 西田美彌子、青野厚司                       | 11月19日       |
| 第九話     | 夢與月與夢 滿月         | 齋藤哲人           | 萬願寺千華         | 重藤聰太、本田創一、山村俊了、阿肆、鐵盆醬鴨、Ango、袁琳、陈娇娇、徐延文                                                                                   | 牛之濱由惟、北村友幸、八木澤修平           | 11月26日       |
| 第十話     | 換上新衣 轉換心態       | 白旗伸朗           | 安川央里           | 陳凱馳、阿肆、ZEEN、王力、鐵盆醬鴨、王火龙、唐書強、西川真人、清水勝祐、飯飼一幸、上西麻耶、育松動畫制作有限會社                                           | 飯塚晴子、野田康行                         | 12月3日        |
| 第十一話   | 沉醉於夜的真相 序章     | 松本佳久           | 門田英彥、松本佳久 | 重松、龜田朋幸、安達祐輔、上西麻耶、aXisRae、育松動畫只有有限公司                                                                                          | 、中山河子、飯塚晴子                       | 12月10日       |
| 第十二話   | 沉醉於夜的真相 緣分     | 松園公             | 岩石水木           | 石塚理央、關口雅浩、趙小川、徐超、陳玲玲、蔣海華、渡邊千尋、中村咲智、牧原加奈、沖見茉由子、永留愛、重谷檸檬、朴、胡雲濤、廖霏、楊鎮宇、王瑞浩、佐佐木美穗 | 西田美彌子、青野厚司                       | 12月17日       |
| 第十三話   | 沉醉於夜的真相 戀心     | 白旗伸朗           | 渡邊正彦           | 重藤聰太、本田創一、Mixemirai、Henry Kuan、陳凱馳、阿肆、ZEEN、Ango、王力、鐵盆醤鴨、Winchester、王火龙                                                    | 飯塚晴子、牛之濱由惟、北村友幸、八木澤修平 | 12月24日       |
| 第十四話   | 滿載願望的天秤 輪迴     | 佐沼劍             | 佐沼劍             | 森川鬱紀、堀穂乃果、後藤玲奈、SAI、今門卓也 | 、八木澤修平                               | 2025年 1月14日 |
| 第十五話   | 滿載願望的天秤 回歸     | 齋藤哲人           | -                  | 飯飼一幸、南伸一郎、服部益美、鎌田耕一 | 野田康行                                   | 1月21日        |
| 第十六話   | 滿載願望的天秤 前進     | 松園公             | 安川央里           | 安達祐輔、西川真人、山村俊了、飯飼一幸、清水勝祐 | 西田美彌子、青野厚司、中山和子             | 1月28日        |
| 第十七話   | 送火與神之契約          | 渡邊浩、白旗伸朗   | 渡邊正彥           | 重藤聰太、本田創一、藤田正幸、山村俊了、Triple A、Mixemirai                                                                                                | 野田康行、八木澤修平                       | 2月4日         |
| 第十八話   | 撫子的捉迷藏 變換       | 望月智充           | 吉田俊司           | 上西麻耶、龜田朋幸、重松新一、aXisRae、陳凱馳、阿肆、Ango、王火龍                                                                                          | 牛之濱由惟、北村友幸、八木澤修平           | 2月11日        |
| 第十九話   | 撫子的捉迷藏 懊悔       | 川部真也           | 萬願寺千葉         | 、安達祐輔、山村俊了、清水勝祐、飯飼一幸、西川真人、TripleA                                                                                                |                                            | 2月18日        |
| 第二十話   | 撫子的捉迷藏 動心       | 齋藤哲人           | 白石道太           | STUDIO MASSKET、本田創一、重藤聰太、山村俊了、Mixemirai、Triple A                                                                                          | 西田美彌子、中山和子、八木澤修平、青野厚司 | 2月25日        |
| 第二十一話 | 白日的幻境 相異         | 松園公             | 渡邊正彥           | 本田創一、重藤聰太、飯飼一幸、清水勝祐、西川真人、aXisRae、Mixemirai、グレーン、Triple A                                                                   | 野田康行、八木澤修平、                     | 3月4日         |
| 第二十二話 | 白日的幻境 思念         | 白旗伸朗           | 吉田俊司           | 山村俊了、上西麻耶、牛之濱由惟、aXisRae、重松新一、龜田朋幸、陳凱馳、王力、ZEEN、王火龍、丘                                                                | 、牛之濱由惟                               | 3月11日        |
| 第二十三話 | 白日的幻境 結緣         | 松園公             | 渡邊正彥           | 本田創一、重藤聰太、飯飼一幸、清水勝祐、西川真人、重松新一、山村俊了、Mixemirai、陳凱馳、棒冰、王火龍、趙二虎、丘、PH-722                                  | 八木澤修平、西田美彌子                     | 3月18日        |
| 第二十四話 | 結緣甘神神社            | 白旗伸朗、齋藤哲人 | 安川央             | 上西麻耶、重松新一、龜田朋幸、安達祐輔、山村俊了、aXisRae、萩原正人、清水勝祐、阿肆、ZEEN、棒冰                                                            | 飯塚晴子、野田康行、牛之濱由惟、中山和子   | 3月25日        |

### 播放電視台
| 播放日期                    | 播放時間（UTC+9）  | 播放電視台        | 播放地區                                                    | 備註                                             |
| --------------------------- | ------------------ | ----------------- | ----------------------------------------------------------- | ------------------------------------------------ |
| 2024年10月2日—2025年3月26日 | 星期三 0:00—0:30   | 東京電視系列全6台 | 北海道、關東廣域圈、愛知縣、 大阪府、岡山縣、香川縣、福岡縣 | 字幕放送                                         |
|                             |                    | BS日本            | 日本全域                                                    | 製作參加／BS/BS4K放送／ 《アニメにむちゅ～》時段 |
| 2024年10月10日—2025年4月3日 | 星期四 21:30—22:00 | AT-X              | 日本全域                                                    | CS放送／字幕放送／ 有重播                        |

### BD
| 卷數 | 發售日期      | 收錄話數      | 規格編號   |
| ---- | ------------- | ------------- | ---------- |
| 1    | 2025年1月22日 | 第1話—第3話   | KIXA-90985 |
| 2    | 2025年2月26日 | 第4話—第6話   | KIXA-90986 |
| 3    | 2025年3月26日 | 第7話—第9話   | KIXA-90987 |
| 4    | 2025年4月23日 | 第10話—第12話 | KIXA-90988 |
| 5    | 2025年5月21日 | 第13話—第15話 | KIXA-90989 |
| 6    | 2025年6月25日 | 第16話—第18話 | KIXA-90990 |
| 7    | 2025年7月23日 | 第19話—第21話 | KIXA-90991 |
| 8    | 2025年8月20日 | 第22話—第24話 | KIXA-90992 |

## 外部連結
- 漫畫連載網站（日語）
- 官方的X（前Twitter）（日語）
- 電視動畫官方網站（日語）